# Moldavia en los Juegos Olímpicos de Milán-Cortina d'Ampezzo 2026
Moldavia participará en los Juegos Olímpicos de Milán-Cortina d'Ampezzo 2026. Responsable del equipo olímpico es el Comité Nacional Olímpico y Deportivo de la República de Moldavia.